# Collège Castiglioni Brugnatelli
Le Collège Castiglioni Brugnatelli peut être considéré comme le plus ancien collège universitaire de Pavie, fondé par le cardinal Branda Castiglioni en 1429.

## Historie
En 1429, le cardinal Branda Castiglioni, qui avait étudié à l'Université de Pavie, décida de fonder un collège dans la ville qui devait accueillir, dans un premier temps, 24 étudiants pauvres, mais méritants, 18 Italiens et six étrangers. Le même cardinal a également rédigé les premiers statuts du collège, qui ont été approuvés par le pape Martin V. De plus, Branda da Castiglione a également réussi à obtenir des privilèges du pape et de l'empereur Sigismond, y compris l'exonération d'impôts pour le collège et pour ses étudiants. Le cardinal, en plus des biens essentiels à son existence, a doté sa fondation d'un réfectoire, d'un jardin, d'une riche bibliothèque et d'une chapelle et a également fait don au collège de vastes propriétés agricoles de la campagne de Pavie,. Au cours de plusieurs siècles d'histoire, le Collège a traversé diverses périodes de difficultés. Par exemple, au XVIe siècle, lors de la première phase de la guerre entre Charles Quint et François Ier, qui impliquait fortement Pavie, où se déroula également la fameuse bataille de Pavie, le Collège dut accueillir des étudiants espagnols et allemands et fut même fermé. pour quelque temps. En 1533, cependant, le Collège était ouvert et en 1535, il abritait seize étudiants. Dans la seconde moitié du XVIe siècle, le cardinal Francesco Abbondio Castiglioni s'occupe du collège, réorganise sa situation économique et porte le nombre d'étudiants à plus de vingt en 1570. En 1640, les statuts du collège sont modifiés, mais l'institution commence à passer par une phase de déclin, à tel point qu'en 1770, le ministre plénipotentiaire de la Lombardie autrichienne, Karl Joseph von Firmian, décide de le fusionner avec d'autres collèges de Pavie et de le réformer. En 1804, le collège fut rattaché au collège Ghislieri voisin et en 1805, il fut vendu au chimiste Luigi Valentino Brugnatelli, qui le transforma en la maison de la famille Brugnatelli. En 1928, Luigi Brugnatelli, professeur de minérologie à l'Université de Pavie et petit-fils de Luigi Valentino Brugnatelli, fit don du bâtiment à l'Université de Pavie qui, après une restauration soignée, le rouvrit en 1948 et le transforma en Collège Castiglioni Brugnatelli.

## Architecture
Le bâtiment actuel est le résultat de plusieurs interventions progressives qui ont modifié, en partie, la construction d'origine, documentant la longue histoire du bâtiment, ses changements de propriétaire et les utilisations prévues. La structure ancienne et monumentale est répartie sur trois étages au-dessus du sol avec des niveaux décalés et a une maçonnerie en brique laissée apparente. Le bâtiment a un plan en U qui définit une grande cour rectangulaire à l'intérieur. 
Remarquables dans cet édifice restent l'oratoire, qui possède des peintures de grand intérêt datant de 1475, et l'œuvre de Bonifacio Bembo, qui fut logé au collège cette année-là et qui travailla également au château Visconti à Pavie. L'oratoire se compose d'une salle carrée couverte de voûtes d'ogives à l'intérieur de laquelle, dans des guirlandes de fleurs et de fruits, se trouvent quatre médaillons avec les symboles des évangélistes, tandis que les plis sont flanqués de festons qui se détachent sur le fond rouge foncé ; sur les murs sont représentés La Résurrection (mur nord), La Nativité et L'Adoration des mages.

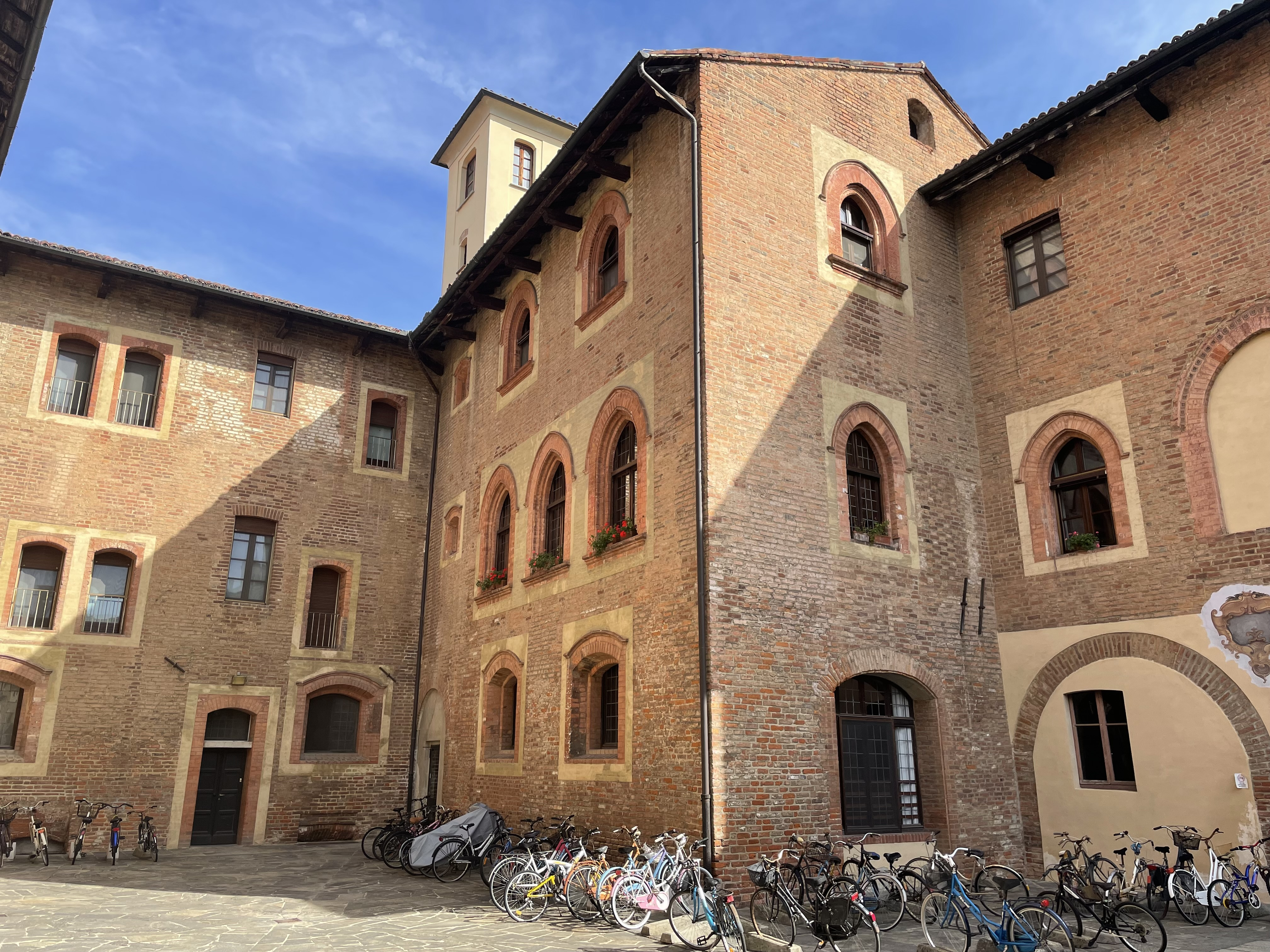
La cour du collège.
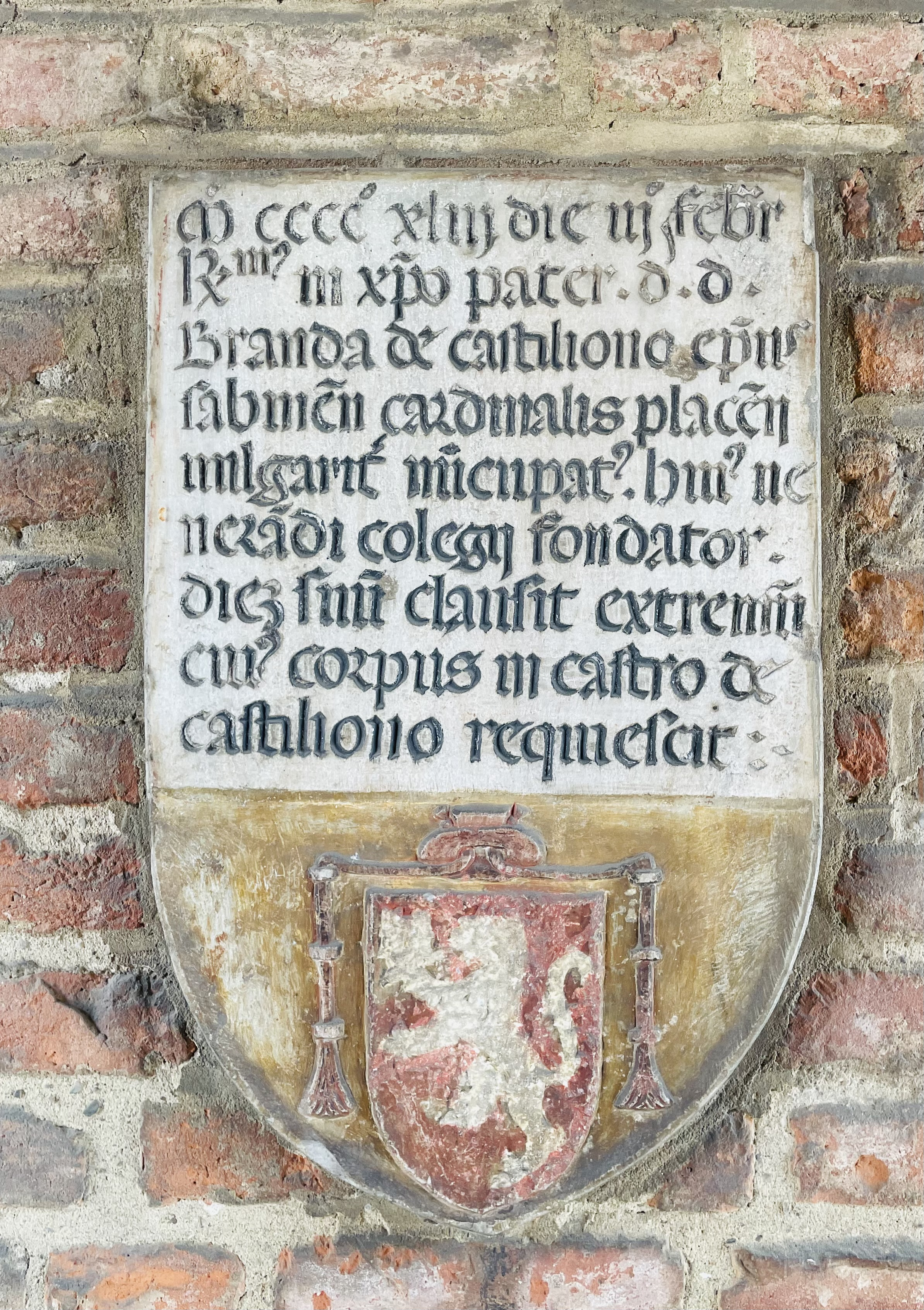
Plaque commémorative à la fondatrice, Branda Castiglioni (XVe siècle).
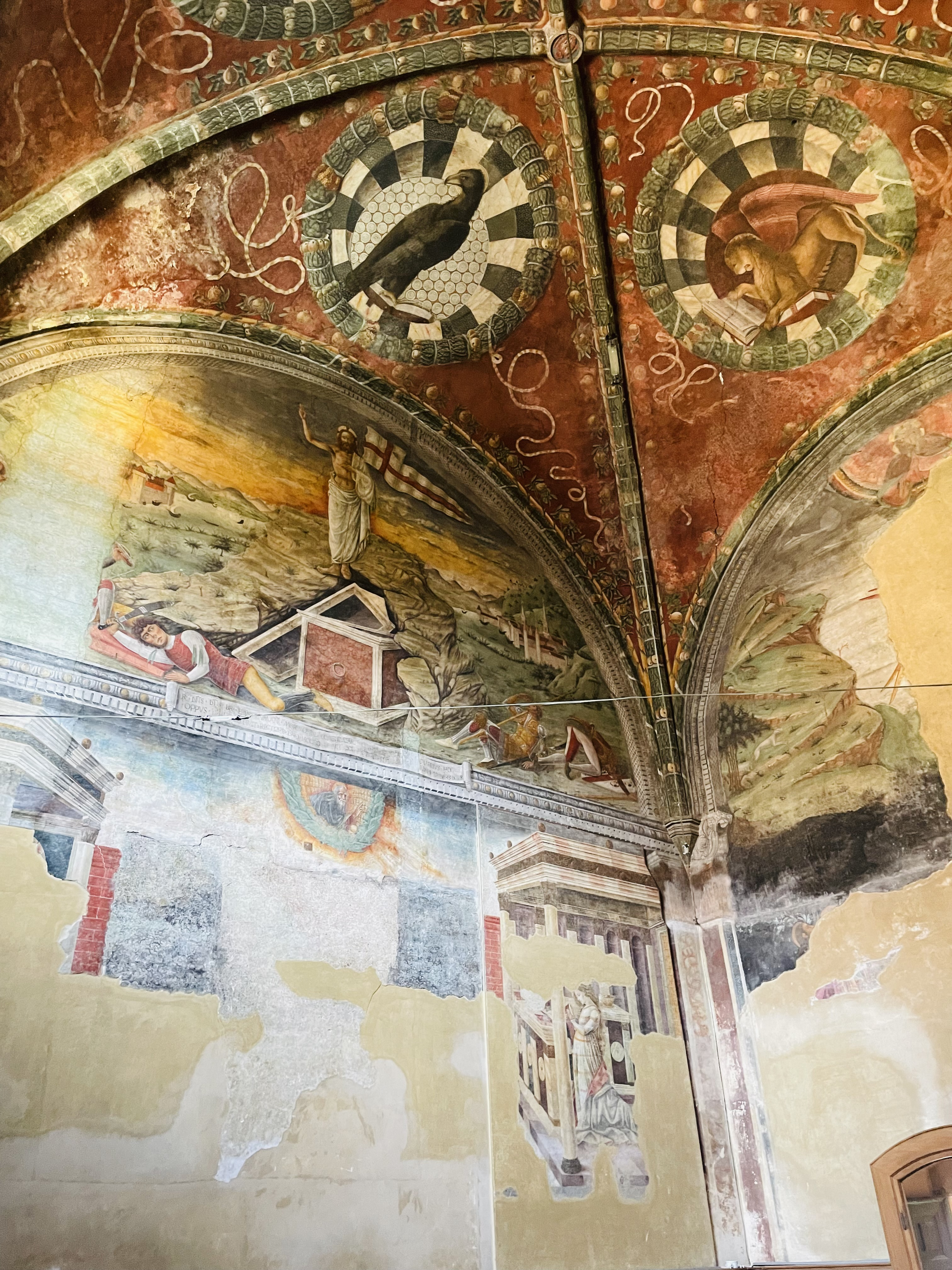
Bonifacio Bembo, fresques de la chapelle, 1475.
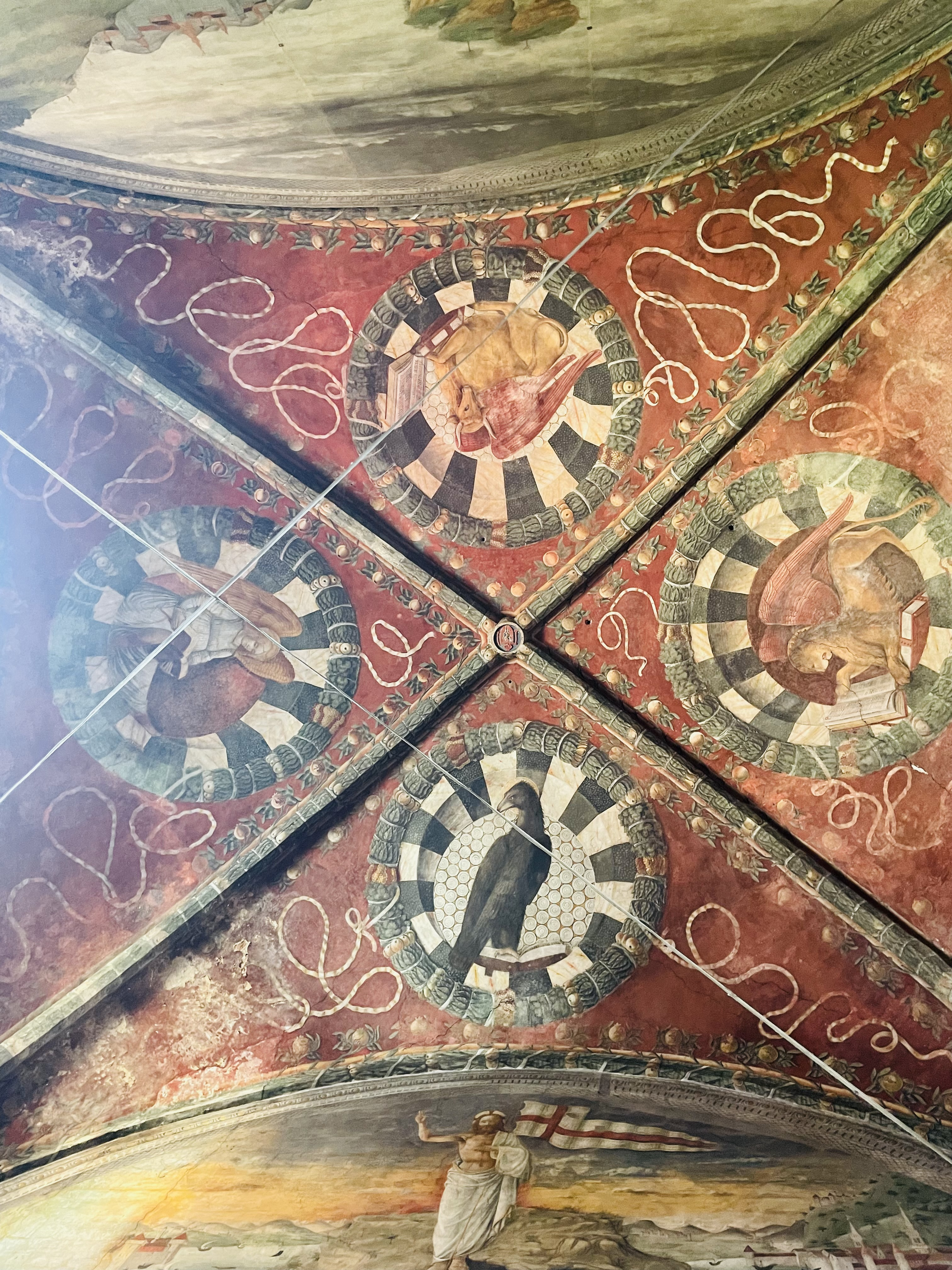
Bonifacio Bembo, fresques sur la voûte de la chapelle, 1475.